# Давід Лібаї
Давід Лібаї (івр. דוד ליבאי; 22 жовтня 1934, Тель-Авів — 24 грудня 2023) — державний діяч Ізраїлю. Міністр юстиції і міністр внутрішніх справ Ізраїлю. Головний помічник державного прокурора.
Народився 22 жовтня 1934 року в Тель-Авіві.
Закінчив Єврейський університет, магістр юриспруденції. Навчався в університеті Чикаго, захистив дисертацію на здобуття звання доктора юридичних наук.
Депутат кнесету 11, 12, 13 і 14 скликаннь.